# 840년대
840년대는 840년부터 849년까지를 가리킨다.